# Гейнер (пищевая добавка)
Гейнер (от англ. gain — прирост, добавка) — пищевая добавка при спортивном питании. Содержит, главным образом, углеводы (простые либо сложные, от чего во многом зависит цена продукта) и белок (как правило концентрат сывороточного белка, но встречаются и мультикомпонентные по составу белка гейнеры). В качестве спортивного питания для силовых атлетов гейнер появился в 1991 году. Первый гейнер был выпущен компанией Weider Nutrition (компания Джо Вейдера ) под названием Giant Mega Mass (мегамасса гиганта). Гейнер в первую очередь необходим людям, твёрдо решившим набрать мышечный вес, занимаясь силовым тренингом  поскольку углеводы являются лучшим топливом для физических нагрузок в тренажёрном зале, а белок — незаменимый строительный материал для роста мускулатуры и набора мышечной массы (миофибриллярная гипертрофия — увеличение мышечного волокна).

## Состав
В состав гейнеров могут входить витамины, минералы, креатин, белки. Углеводы (зачастую используется добавка декстроза или мальтодекстрин — быстрый углевод, состоящий из молекул глюкозы) незаменимы в деле обеспечения организма силами, необходимыми для интенсивных физических нагрузок. В таком случае углеводы, обеспечивая энергией спортсмена, позволяют тренироваться дольше и эффективнее. Качество любого гейнера определяет углеводная матрица — в его состав должны входить не только быстрые, но и медленные углеводы. В качестве источников быстрых углеводов в гейнере выступают:
- Декстроза (виноградный сахар)
- Крахмал картофельный
- Рисовый сироп
- Мальтодекстрин (близкий родственник крахмала)
- Vitagro (запатентованная формула быстрых углеводов, производимых из кукурузы)

Источниками медленных углеводов в гейнере являются:
- Изомальтоза (продукт переработки сахарного тростника)
- Димамилопектин (продукт переработки восковой кукурузы)

## Действие
Гейнеры действуют в течение нескольких часов. Они очень быстро восстанавливают энергетические запасы клеток человеческого организма. В период, когда физической активности нет, гейнеры имеет смысл принимать только в случае затруднений при наращивании мышечной массы. Также гейнеры могут добавлять в свой рацион те люди, у которых при занятиях спортом нет сложившегося режима питания. Но при наборе мышечной массы рекомендуется соблюдать специальную диету с 5-6 разовым питанием (включая белково-углеводные коктейли). Спортсменам, которые склонны быстро набирать вес (эндоморфы), гейнер следует принимать осторожно, так как помимо мышечной массы, могут возникнуть проблемы с жировыми отложениями. Гейнер рекомендуется употреблять эктоморфам. Эктоморф может не так строго придерживаться правил в питании, как люди с другими видами телосложения, так как его метаболизм не склонен к липосинтезу.

## Приём
В бодибилдинге наиболее подходящее время для приёма гейнера — сразу после тренинга. В этот момент открывается так называемое белково-углеводное окно, которое гейнер может полноценно закрыть. Это позволит атлету быстро восстановить силы, регенерировать мышечную ткань, подавить катаболические процессы и пополнить истощённые энергетические запасы.
Также гейнер можно принимать перед тренингом: организм получит энергетический субстрат — углеводы, которые позволят тренироваться интенсивнее и продолжительнее, а высокая концентрация аминокислот будет подавлять катаболизм уже с самого начала тренировки. Однако, есть в этом существенный недостаток — во время тренинга не будет происходить потери жира, а вероятность его прироста увеличится. Приём большого числа углеводов за короткий промежуток времени может спровоцировать спазм поджелудочной железы, а также способствовать возникновению/обострению панкреатита. Гейнеры категорически противопоказаны больным сахарным диабетом, по крайней мере до консультации врача.
Рекомендуется принимать гейнер и в другое время, два, три и даже четыре раза в сутки. Под этим есть разумное основание, если вы хотите максимально быстро увеличить массу и совершенно не склонны к полноте, в противном случае есть риск набрать массу преимущественно за счёт жира. Гораздо разумнее принимать один раз гейнер, остальные 2-3 приёма должны приходиться на протеин.  
Гейнер состоит из натуральных пищевых компонентов, благодаря чему его могут употреблять и мужчины, и женщины любого возраста.
Не советуют употреблять гейнер людям, не переносящим лактозу, в первую очередь из-за входящего в состав сухого молока. Возможные последствия: диарея и расстройство пищеварения (характерно особенно для тех, кто страдает ферментативной недостаточностью вследствие всевозможных заболеваний поджелудочной железы). Довольно часто в состав гейнера включают соевый протеин, поскольку он самый дешевый и при этом содержит высокое количество белка.

## Побочные эффекты
Гейнер создаётся из обычных пищевых компонентов, поэтому ничем не отличается от обычных продуктов, его могут принимать как мужчины так и женщины, в любом возрасте. Также, вследствие большого содержания простых углеводов, при попадании влаги или неправильных условиях хранения в продукте может происходить размножение бактерий. После приёма такого гейнера возникает типичная картина пищевого отравления.
Тем не менее, при использовании гейнера, а также других видов спортивного питания, содержащего высокие дозы белка, возможно негативные аллергические реакции на организм: диарея, зуд, крапивница и т.д.